# Tit Herenni
Tit Herenni (en llatí Titus Herennius) va ser un banquer romà de Leptis Magna a l'Àfrica. Formava part de la gens Herènnia, d'origen samnita.
Va ser condemnat i executat per Verres quan aquest era pretor de Sicília, entre els anys 73 i 71 aC. La seva condemna va ser injusta i un centenar de ciutadans romans de Siracusa a Sicília van testimoniar inútilment la seva innocència.